# چنگیز خان (گروه موسیقی)
چنگیز خان (به انگلیسی: Dschinghis Khan) گروه موسیقی آلمانی است.
آن‌ها نماینده آلمان در یوروویژن ۱۹۷۹ بودند.